# Begonia obliqua
Begonia obliqua là một loài thực vật có hoa trong họ Thu hải đường. Loài này được L. mô tả khoa học đầu tiên năm 1753.

## Hình ảnh

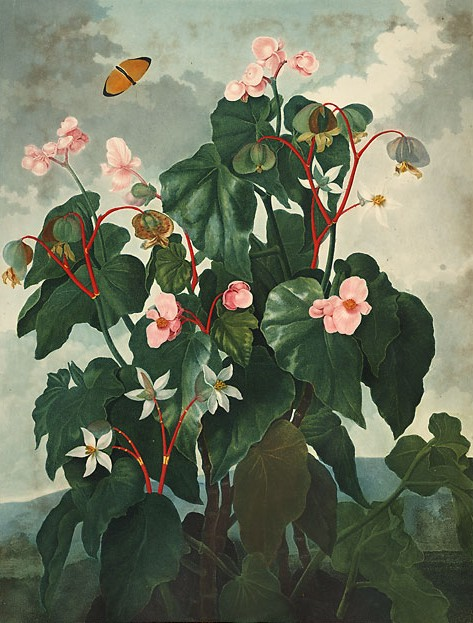